# 烛龙州
烛龙州，唐朝羁縻州。
贞观二十二年（648年）分瀚海都督俱罗勃部置，属燕然都护府。约在今俄罗斯石勒喀河上游以北一带。开元元年（713年）侨治灵州温池县（今宁夏回族自治区盐池县西南惠安煲附近）界，属灵州都督府。 